# Quatrebras (Friesland)
Quatrebras is een buurtschap in de gemeente Tietjerksteradeel (Tytsjerksteradiel) in de Nederlandse provincie Friesland. De plaats ligt tussen Hardegarijp (Hurdegaryp) en Noordbergum (Noardburgum) aan de N355 en Veenwouden (Feanwâlden) en Bergum (Burgum) aan de N356.
Quatrebras (vier armen) is het Franse woord voor kruispunt. In Tietjerksteradeel is het de kruising van de wegen N355 en de, voorheen, N356. Sinds de aanleg van de Centrale As heeft de N356 zijn status als provinciale weg verloren. Aan de weg is verder niets veranderd. Tussen Veenwouden en Quatrebras is een viaduct aangelegd waar de Centrale As (nu de N356) de voormalige N356 kruist. Voorheen reed men richting Drachten in de richting van Burgum, nu rijdt men richting Hardegarijp.
Van 1881 tot 1949 had Quatrebras een halte aan de tramlijn Veenwouden-Drachten.
De buurtschap was van 1979 tot 2015 vooral bekend om zijn discotheek Club Quatrebras. Dat gebouw werd in december 2021 afgebroken.

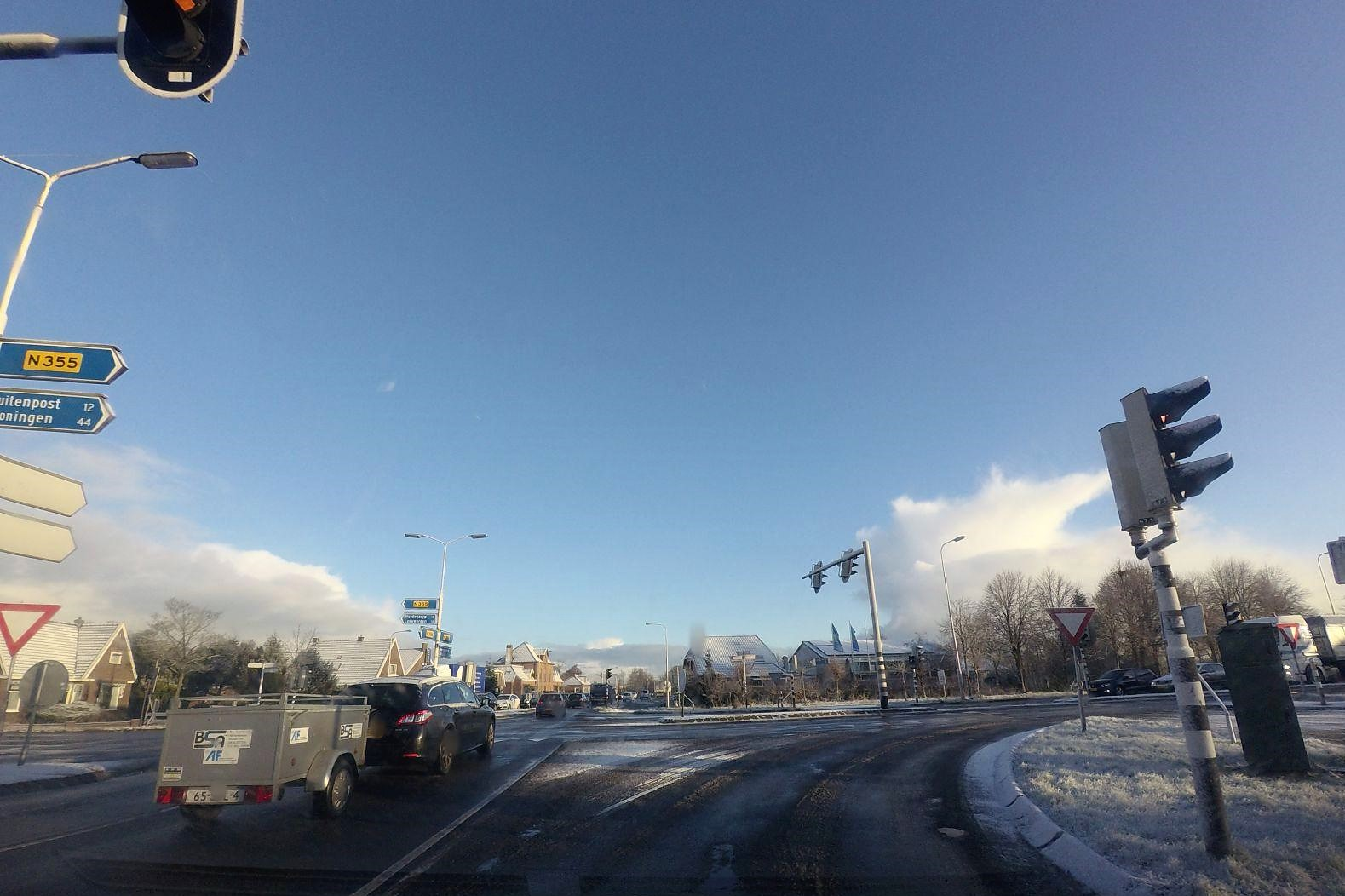
Quatrebras in 2016

Steden, dorpen en gehuchten: Bartlehiem (deels) · Bergum · Eastermar · Eernewoude · Eestrum · Garijp · Giekerk · Hardegarijp · Molenend · Noordbergum · Oenkerk · Oudkerk · Rijperkerk · Suameer · Suawoude · Tietjerk · Veenwoudsterwal (deels) · Wijns

Buurtschappen: De Joere · Giekerkerhoek · Hoogzand · Iniaheide · Kleinegeest · Kuikhorne (deels) · Noordermeer · Quatrebras · Schuilenburg · Siegerswoude · Sumarreheide (Suameerderheide) · Tergracht (deels) · Witveen · Zevenhuizen · Zwartewegsend

Friesland: Steden en dorpen      Nederland: Provincies · Gemeenten